# Yigoga turbans
Yigoga turbans là một loài bướm đêm trong họ Noctuidae.